# Ersatzhandlung
Ersatzhandlung (engl. redirection activity) ist ursprünglich ein Begriff aus der Psychoanalyse und beschreibt eine Handlung, die an die Stelle der ursprünglich angestrebten tritt, wenn diese durch Verdrängung oder äußere Hemmung nicht ausgeführt werden kann. Der Trieb oder das Bedürfnis, das hinter der angestrebten Handlung steht, verschiebt sich in ein anderes, dem ursprünglichen Ziele oftmals grundverschiedenes Handlungsziel, auch Ersatzbefriedigung genannt. Ersatzhandlungen können nach diesem Verständnis auch bewusst gesetzt werden, um etwa einen ungewollten Triebimpuls zu kontrollieren.
Auch über die Psychoanalyse hinaus stieß das Phänomen der Ersatzhandlung in der psychologischen Forschung auf Interesse. Der Gestaltpsychologe Kurt Lewin und seine Schülerinnen und Mitarbeiter, v. a. Wera Mahler und Käte Lissner, haben in ihren Berliner Untersuchungen zur Willens- und Affektpsychologie experimentell untersucht, wie Ersatzhandlungen beschaffen sein müssen, um einen höheren oder geringeren Ersatzwert zu haben. Ausgangspunkt dieser Untersuchungen war der Ovsiankina-Effekt, also die Tendenz zur Wiederaufnahme unterbrochener Handlungen. Es wurde experimentell überprüft, welche Arten von Handlungen (unterschiedlichen Realitätsgrades) besonders geeignet waren, die Wiederaufnahmetendenz hintanzuhalten, also als Ersatz für die tatsächliche Vollendung der unterbrochenen Handlung dienen konnten. Die US-amerikanische Gestaltpsychologin Mary Henle führte diese Untersuchungen unmittelbar in der Lewin'schen Forschungstradition fort. Bis heute beschäftigt das Thema die psychologische Grundlagenforschung (Motivations- und Handlungsforschung) wie auch die angewandte Forschung zur Verbraucherpsychologie.